# Annie Mitchem

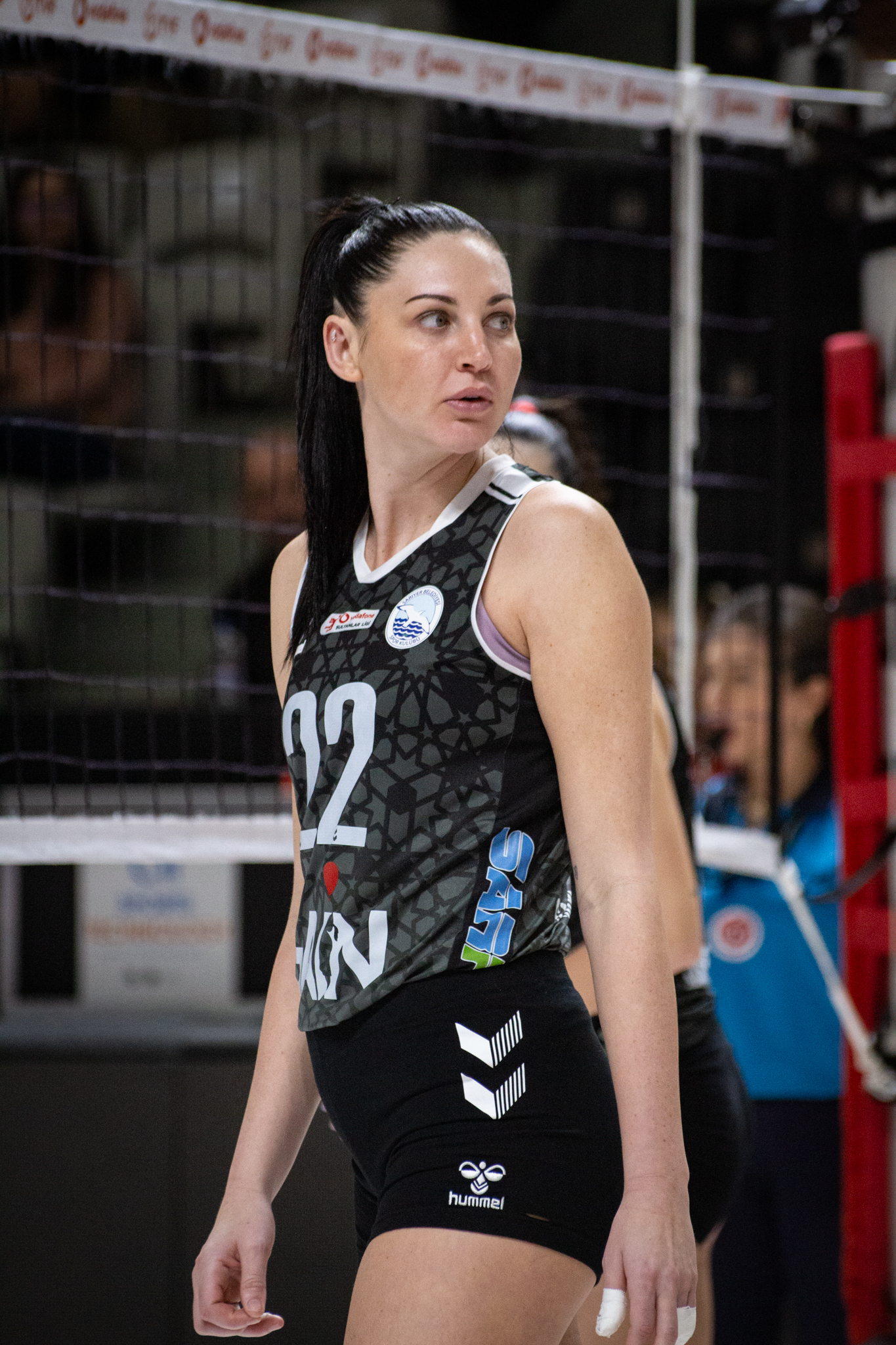
Annie Mitchem zawodniczką Sarıyer Belediyesi SK

Annie Valentine Mitchem (ur. 22 kwietnia 1994 w Friendswood) – amerykańska siatkarka, grająca na pozycji przyjmującej. 

## Kariera klubowa
| Lata                      | Klub                      |
| 2012–2015                 | University of Irvine      |
| 2015–2017                 | University of Hawaii      |
| 2017–2018                 | Lardini Filottrano        |
| 2018–2019                 | Savino Del Bene Scandicci |
| 2019–2020                 | Zanetti Bergamo           |
| 2020–2023                 | Kuzeyboru SK              |
| 2023–2024                 | Gerdau/Minas              |
| 2024–2024 (do 27.12.2024) | Aras Kargo SK             |
| 2024– (od 27.12.2024)     | Sarıyer Belediyesi SK     |

## Sukcesy klubowe
Big West Conference:
- 2016, 2017

Superpuchar Brazylii:
- 2023[7]

Klubowe Mistrzostwa Ameryki Południowej:
- 2024[8]

Mistrzostwo Brazylii:
- 2024[9]